# Michael W. O’Neill
Michael Wayne O’Neill (* 17. Februar 1940 in San Antonio, Texas; † 2. August 2003) war ein US-amerikanischer Bauingenieur (Geotechnik).
O’Neill studierte an der University of Texas at Austin (Bachelor 1963, Master-Abschluss 1964), wo er 1970 promoviert wurde. 1971 bis 1974 war an den Southwestern Labs als Bauingenieur (und war danach bis 1990 dort beratender Ingenieur) und ab 1974 zunächst Assistant Professor an der University of Houston, ab 1984 mit einer vollen Professur für Bauingenieurwesen. Von 1989 bis 1993 stand er dort der Fakultät für Bauingenieurwesen vor und ab 1996 war er dort Distinguished Professor.
Er befasste sich insbesondere mit Bohrpfählen, dem Verhalten von Pfahlgründungen und Pfahlgruppen, schwellfähigen bindigen Böden und Maschinenfundamenten.
1998 war er Terzaghi Lecturer. 1986 erhielt er den Huber Research Prize der ASCE und 1976 sowie 1981 deren John Hawley Award.